# Tammy Jackson
Tammy Eloise Jackson (ur. 3 grudnia 1962 w Gainesville) – amerykańska koszykarka występująca na pozycji środkowej, mistrzyni świata, brązowa medalistka olimpijska.

## Osiągnięcia
Na podstawie, o ile nie zaznaczono inaczej.

### NCAA
- Zaliczona do:
  - I składu:
    - turnieju:
      - AWIT (1985)
      - Lady Sunshine Classic (1982)
      - Magic City Classic (1982)

    - konferencji Southeastern (SEC – 1982–1985)

  - II składu:
    - All-American (1983)
    - debiutantek All-American (1982)

  - Galerii Sław Sportu Florydy – University of Florida Athletic Hall of Fame
- Liderka w zbiórka konferencji SEC (1983)

### WNBA
- Mistrzyni WNBA (1997–2000)

### Inne
- Mistrzyni:
  - Szwecji (1986–1988)
  - Japonii (1992)
- Uczestniczka meczu gwiazd ligi włoskiej (1990)
- Zaliczona do:
  - galerii sław sportu:
    - University Of Florida Athletic Hall of Fame (1995)
    - szkół średnich Florydy – Florida High School Athletic Association (2015)
    - składu 2003 SEC Greats[3]

### Reprezentacja
- Mistrzyni:
  - świata (1990)[4][5]
  - Igrzyska dobrej woli (1990)[6]
- Brązowa medalistka olimpijska (1992)[7][8][9]